# Liart
Liart ist eine französische Gemeinde mit 596 Einwohnern (Stand 1. Januar 2022) im Département Ardennes in der Region Grand Est (vor 2016: Champagne-Ardenne). Sie gehört zum Arrondissement Charleville-Mézières, zum Kanton Signy-l’Abbaye und zum Gemeindeverband Ardennes Thiérache.

## Geographie
Die Gemeinde liegt im 2011 gegründeten Regionalen Naturpark Ardennen. Umgeben wird Liart von den Nachbargemeinden Prez im Norden, Logny-Bogny im Nordosten, Marlemont im Osten und Südosten, Maranwez im Süden, La Férée im Westen sowie Aouste im Nordwesten.

## Bevölkerungsentwicklung
| Jahr                       | 1962 | 1968 | 1975 | 1982 | 1990 | 1999 | 2007 | 2019 |
| Einwohner                  | 668  | 627  | 582  | 595  | 587  | 521  | 537  | 616  |
| Quellen: Cassini und INSEE |      |      |      |      |      |      |      |      |

## Sehenswürdigkeiten
- Wehrkirche Notre-Dame, erbaut im 16. Jahrhundert, Monument historique seit 1926[1]

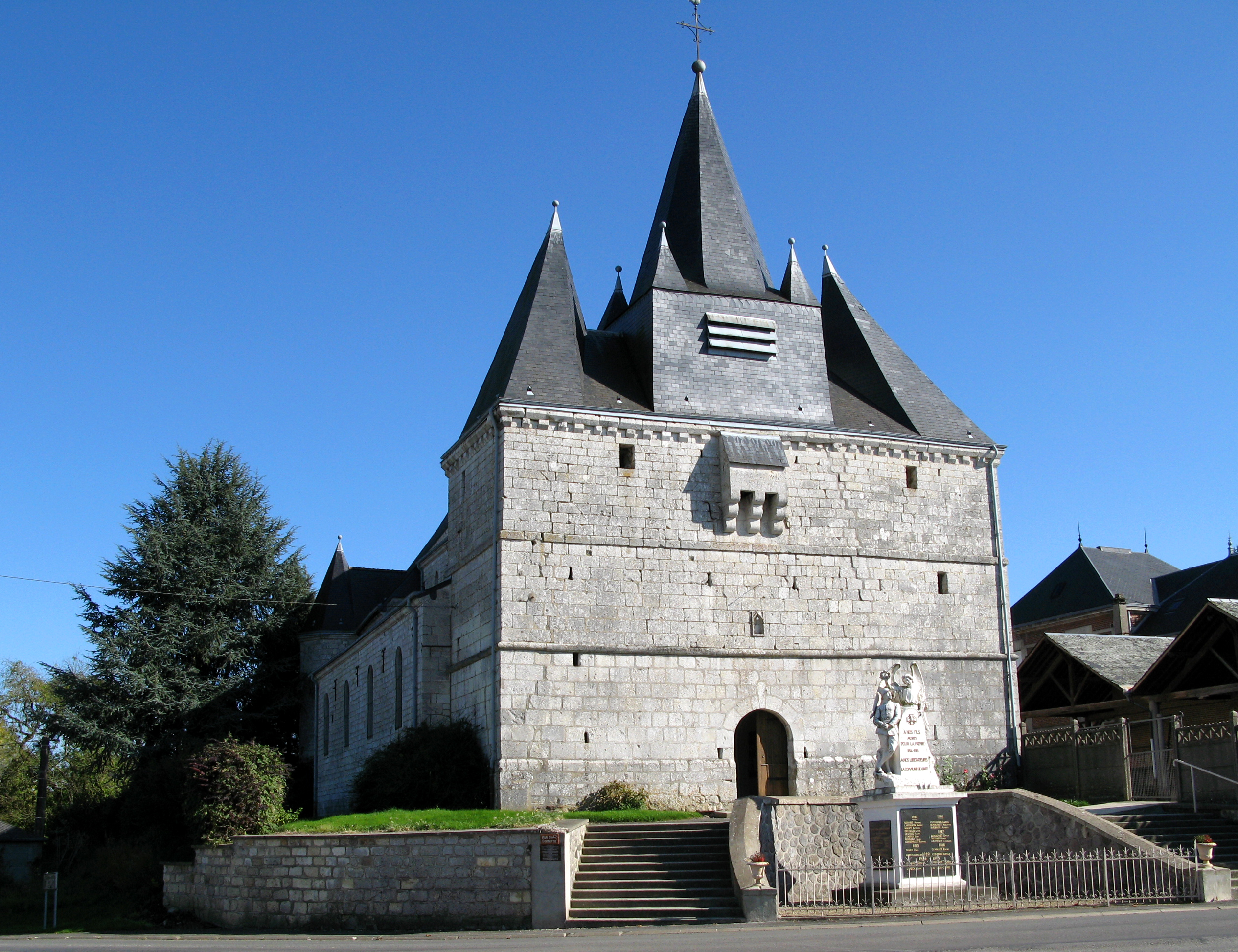
Kirche Notre-Dame